# سوق السكر
سوق السكر هو سوق شعبي قديم يقع في وسط البلد بمدينة عمان، ويعود بناءه إلى سنة 1957م. وكان سوق السكر في الأساس عبارة عن عشرين محلاً تبيع المواد التموينية والعطارة، وقسم قليل من المحال يبيع الأقمشة.
كما أن من أهم المؤسسين لهذا السوق: شركة حيدر عرفات التجارية؛ ومحلات نور الدين المصري؛ والشركة التجارية الفلسطينية؛ ومحلات محمد علي وبديع دروزة؛ ومحلات الكيالي.

## سبب التسمية
تكثر الآراء التي تختلف في سبب تسمية السوق بهذا الاسم، فمنهم من يقول أن السوق سمّي بهذا الاسم نسبةً إلى مالك الأرض الذي ينتمي إلى عائلة السكر؛ فقام ببناء الدكاكين على هذه الأرض وتأجيرها. 
ومنهم من يقول أن السوق سمّي بسوق السكر لأن المادة الأساسية التي كانت تباع فيه قديماً هي السكر؛ حيث أن السوق في السبعينات من القرن العشرين كان عبارة عن مستودعات مغلقة يتم فيها تخزين السكر والأرز والبقوليات. كما أن السوق سابقاً كان متخصصاً في بيع المواد التموينية مثل: البقوليات والبهارات والمكسرات.
ولكن مع مرور الزمن بدأت تدخل إلى السوق أصناف عديدة غير مادة السكر، فلم يستطع السوق أن يصمد في وجه هذا التغيير؛ وأصبح القسم الأكبر من السوق الآن عبارة عن أسواق وبسطات للخضار والفواكه.
لم يبق في السوق من تجاره الكبار غير العدد اليسير، فقد هجروا السوق إلى المناطق التجارية الناشئة في غرب وشرق عمّان. وكان من الأسباب التي أدت إلى هذا التغيير:
- التعديلات العمرانية التي طرأت على شوارع قاع مدينة عمّان، حيث قاموا بنقل مجمع رغدان إلى الموقع الجديد في المحطة، مما أدى إلى تقليص أعداد المرتادين إلى السوق.

- عدم وجود مواقف لركن السيارات، مما أدى إلى تقليص أعداد مرتادي السوق.

- هجرة العائلات التي كانت تسكن الجبال المطلة على السوق، مما أدى إلى تحول مساكنهم إلى مساكن للعمالة الوافدة

تم ذكر سوق السكر في أشهر رواية للقاص الأردني: سيف الدين الإيراني، وكانت هذه القصة تدرس في منهاج اللغة العربية الأردني للمرحلة الثانوية، وذلك في التسعينات من القرن العشرين.

## الموقع
يقع السوق بجانب المسجد الحسيني الكبير. ويتميّز سوق السكر في مدينة عمّان بزقاقه المتعددة وتصاميم دكاكينه، التي تضفي عليه لمسة من الجمال.
كما يتميز بقدرته على جذب المتسوقين نظراً لاحتوائه على جميع الأصناف الغذائية كالخضار والفواكه واللحوم والأسماك التموينية من جهة، ولرخص أثمان السلع إلى حد معقول من جهة أخرى.
يعجّ سوق السكر بالنشاط والحماس الشديدين في شهر رمضان، حيث يقوم البائعون بعرض بضائعهم بصورة ملفتة للانتباه، حيث يرتبون الخضار والفواكه بطريقة منمقة؛ ويرش الخضار الورقية- كالبقدونس والكزبرة والفجل والبصل الأخضر والرشاد والجرجير والخس؛ بالماء لتضفي عليها لمعاناً ونضارةً.

## من ذاكرة التجار
كان تجار السوق قديماً يستخدمون القبان، والقبان هو ميزان ثقيل لقياس أكياس السكر والرز والقمح، كما كانت معظم الأصناف التي تباع الآن بصورة معلبة، تباع بالوزن مثل: الطحينية والحلاوة والزيوت والسمن البلدي.
كما أن الأصناف قديماً كانت تباع بالجملة في أغلب المحلات، وتباع الآن أيضاً بالمفرق.